# (5521) Morpurgo
(5521) Morpurgo es un asteroide perteneciente al cinturón de asteroides descubierto el 15 de agosto de 1991 por Eleanor F. Helin desde el Observatorio del Monte Palomar, Estados Unidos.

## Designación y nombre
Designado provisionalmente como 1991 PM1. Fue nombrado Morpurgo en honor a Pieter Morpurgo, quien fue el productor durante los últimos 18 años de "The Sky at Night", un programa de televisión británico que celebra su 40 aniversario con Patrick Moore como anfitrión. Morpurgo y Moore han trabajado estrechamente y con éxito en la creación de este programa informativo optimista sobre astronomía para la educación pública en un foro imaginativo y entretenido.

## Características orbitales
Morpurgo está situado a una distancia media del Sol de 2,575 ua, pudiendo alejarse hasta 3,075 ua y acercarse hasta 2,075 ua. Su excentricidad es 0,194 y la inclinación orbital 11,16 grados. Emplea 1509,91 días en completar una órbita alrededor del Sol.

## Características físicas
La magnitud absoluta de Morpurgo es 12,5. Tiene 9,953 km de diámetro y su albedo se estima en 0,235. 